# Crassula globularioides
Crassula globularioides (лат.) — вид суккулентных растений рода Толстянка (Crassula) семейства Толстянковые (Crassulaceae).

## Название
Родовое латинское название Crassula происходит от латинского слова crassus, — «толстый», в основном из-за присутствия у растений этого рода сочных листьев.
Видовой латинский эпитет globularioides происходит от названия рода Globularia и греческого суффикса -oides, — «напоминающий», обусловлен сходством головчатого соцветия.

## Ботаническое описание

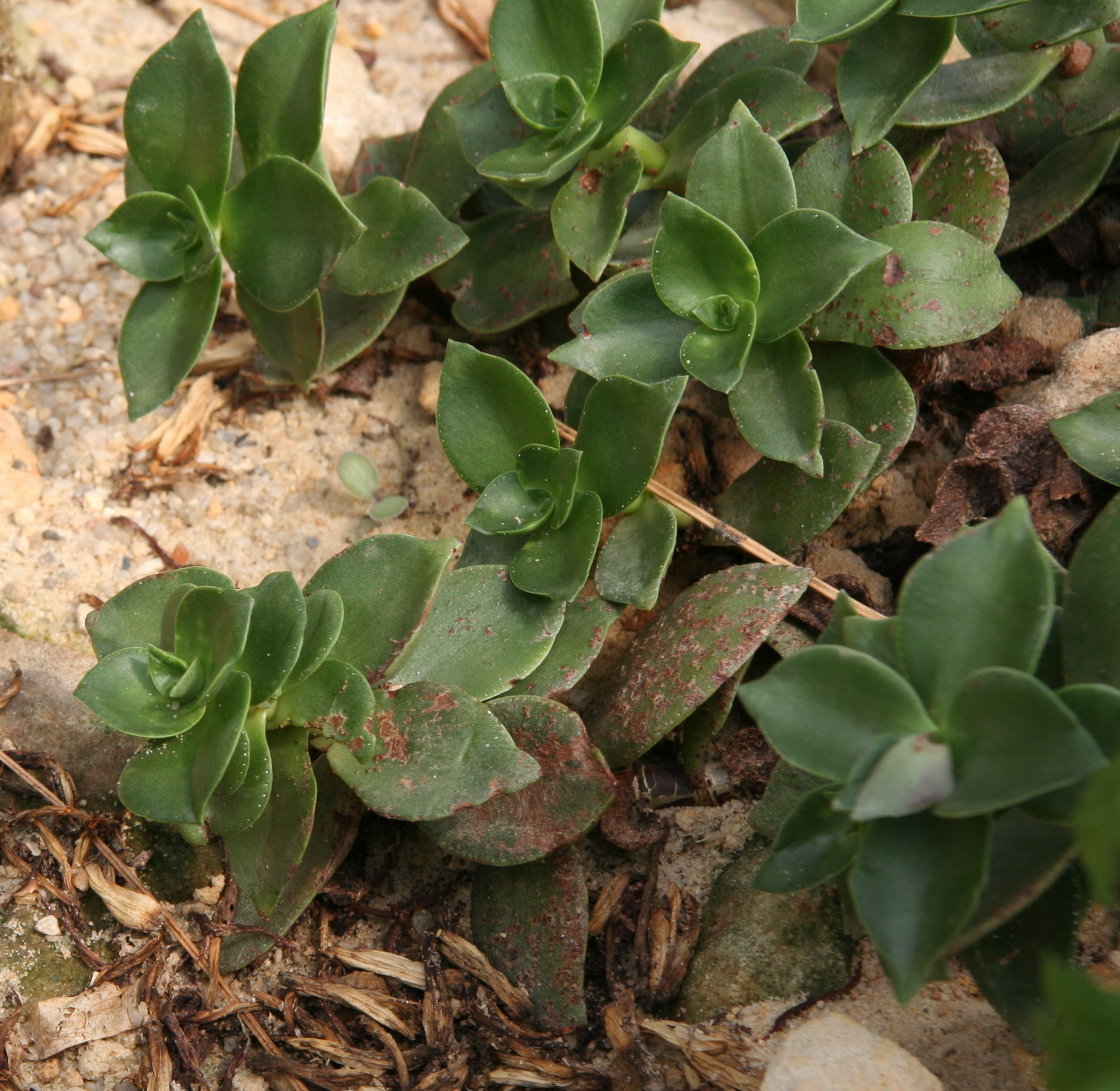
Растение в Ботаническом саду Дрездена

Многолетний полукустарник или травянистое растение с короткими, прямыми ветвями. В нижней части ветвей остаются старые листья, а в верхней формируется розетка листьев. Листья имеют форму от продолговатой до продолговато-яйцевидной, достигая длины до 3,5 см и ширины до 2 см. Верхушка листьев может быть тупой или полутупой, а у основания слегка сужена. Края листьев цельные, с реснитчатым краем.
Соцветие многократно дихотомическое, плотное, часто имеющее форму полусферы или щитка, иногда открытое и разветвленное. Цветонос прямой, достигающий высоты до 13 см. Цветоножки могут быть длиной до 2,5 мм. Прицветники имеют размеры до 6 мм в длину и 4 мм в ширину, их вершины от тупых до подострых, края обычно реснитчатые. Цветки пятичленные, лепестки белые. Тычинки имеют длину от 1,5 до 2,3 мм; пыльники продолговатые, желтого цвета, длиной от 0,5 до 1 мм. Семена продолговатые, примерно 0,6 мм в длину и 0,3 мм в ширину, с мелкими продольными бороздками и морщинами. Количество семян может варьироваться от 8 до 20 штук.

## Распространение и экология
Естественно произрастает на территории Кении, Малави, Мозамбика, Эсватини, Танзании, Зимбабве и Южно-Африканской Республики (Квазулу-Натал и Северные провинции).

## Таксономия
Crassula globularioides Britten, первое упоминание в D.Oliver & auct. suc. (eds.), Fl. Trop. Afr. 2: 389 (1871).

### Синонимы
- Crassula liebuschiana Engl.

### Внутривидовые таксоны
Подтвержденные внутривидовые таксоны в соответствии с данными сайта Plants of the World Online на 2024 год:
- Crassula globularioides subsp. argyrophylla (Diels ex Schönland & Baker f.) Toelken
- Crassula globularioides subsp. globularioides (по данным GBIF – син. Crassula nyikensis[4])
- Crassula globularioides subsp. illichiana (Engl.) Toelken
- Crassula globularioides f. longiciliata R.Fern.
- Crassula globularioides f. pilosa R.Fern.